# Darwine
Darwine är ett program för Mac som möjliggör körande av Win32-program i Mac OS.